# ヘナ・クルタギッチ
ヘナ・クルタギッチ（セルビア語: Хена Куртагић、ラテン文字転写: Hena Kurtagić、2004年8月27日 - ）は、セルビアの女子バレーボール選手。セルビア代表。

## 来歴

### クラブチーム
ノヴィ・パザル出身。2019年、OK Tentに入団。2019/20シーズンのセルビア国内リーグで優勝を果たした。2020/21、2021/22シーズンはリーグのベストミドルブロッカー賞を受賞した。2023年6月、フランスのVBナントと契約し、2023/24シーズンのフランスリーグで準優勝、フランスカップで優勝した。2024年6月、イタリアセリエA1のヴェロ・バレー・ミラノへの移籍が発表された。

### 代表チーム
アンダーカテゴリーの代表として、2020年のU-19欧州選手権で銀メダルを獲得し、自身もベストミドルブロッカー賞を受賞した。2021年7月に開催されたU-20世界選手権で銀メダルを獲得し、自身もベストミドルブロッカー賞を受賞した。2022年、U-19欧州選手権で銀メダルを獲得し、ベストミドルブロッカー賞を受賞した。2023年、シニア代表に初選出され、同年のネーションズリーグでデビューした。同年9月の欧州選手権で銀メダルを獲得した。パリ五輪予選に出場した。

## 受賞歴
- 2020年 - U-19欧州選手権 ベストミドルブロッカー賞
- 2021年 - 2020/21セルビアリーグ ベストミドルブロッカー賞
- 2021年 - U-20世界選手権 ベストミドルブロッカー賞
- 2022年 - 2021/22セルビアリーグ ベストミドルブロッカー賞
- 2022年 - U-19欧州選手権 ベストミドルブロッカー賞

## 所属クラブ
- OK Tent（2019-2023年）
- VBナント（2023-2024年）
- ヴェロ・バレー・ミラノ（2024年-）